# Unione Sportiva Torrese 1953-1954
Questa voce raccoglie le informazioni riguardanti la Torrese nelle competizioni ufficiali della stagione 1953-1954.

## Stagione
La stagione 1953-1954 fu la 32ª stagione sportiva del Savoia, la 9ª con il nome di Torrese.
Promozione 1953-1954: 1º posto

## Divise
| Manica sinistra · Maglietta · Manica destra · Pantaloncini · Calzettoni |

## Organigramma societario
Area direttiva
- Presidente:  Antonio Carotenuto
- Dirigenti: Vincenzo Pepe, Carlino Bonifacio

Area organizzativa
- Segretario: Michele Caso

Area tecnica
- Allenatore:  Giacomo Busiello

Area sanitaria
- Massaggiatori: Nunzio Mastromarino

## Rosa
| N. |                   | Ruolo | Calciatore            |
| -- | ----------------- | ----- | --------------------- |
|    | Italia (bandiera) | P     | Michele Guardavaccaro |
|    | Italia (bandiera) | P     | Alberto Nasto         |
|    | Italia (bandiera) | D     | Flavio Maneo          |
|    | Italia (bandiera) | D     | Luigi Ussorio         |
|    | Italia (bandiera) | C     | Giuseppe Manfredi     |
|    | Italia (bandiera) | A     | Antonio Diogene       |
|    | Italia (bandiera) | A     | Secondo Rossi         |
|    | Italia (bandiera) |       | Cantone               |
|    | Italia (bandiera) |       | Farricelli            |
|    | Italia (bandiera) |       | Antonio Giglio        |
|    | Italia (bandiera) |       | Antonio Gilbo         |

| N. |                   | Ruolo | Calciatore         |
| -- | ----------------- | ----- | ------------------ |
|    | Italia (bandiera) |       | Iuliucci           |
|    | Italia (bandiera) |       | Jannucci           |
|    | Italia (bandiera) |       | Giocondo Jetto     |
|    | Italia (bandiera) |       | Giuseppe Lo Monaco |
|    | Italia (bandiera) |       | Gerardo Mongiello  |
|    | Italia (bandiera) |       | Ermanno Mormone    |
|    | Italia (bandiera) |       | Raimo              |
|    | Italia (bandiera) |       | Roccati            |
|    | Italia (bandiera) |       | Rosso              |
|    | Italia (bandiera) |       | Raffaele Tufano    |

## Calciomercato
| Acquisti | Acquisti              | Acquisti   | Acquisti          |
| R.       | Nome                  | da         | Modalità          |
| -------- | --------------------- | ---------- | ----------------- |
| P        | Michele Guardavaccaro | Ercolanese | definitivo        |
| C        | Giuseppe Manfredi     |            | definitivo        |
| A        | Antonio Diogene       |            | definitivo        |
| A        | Secondo Rossi         | Casertana  | definitivo        |
|          | Farricelli            |            | definitivo        |
|          | Iuliucci              |            | prestito militare |
|          | Ermanno Mormone       |            | definitivo        |
|          | Rosso                 |            | prestito militare |

| Cessioni | Cessioni | Cessioni | Cessioni |
| R.       | Nome     | a        | Modalità |
| -------- | -------- | -------- | -------- |
|          |          |          |          |